# Barrage de Malpasset

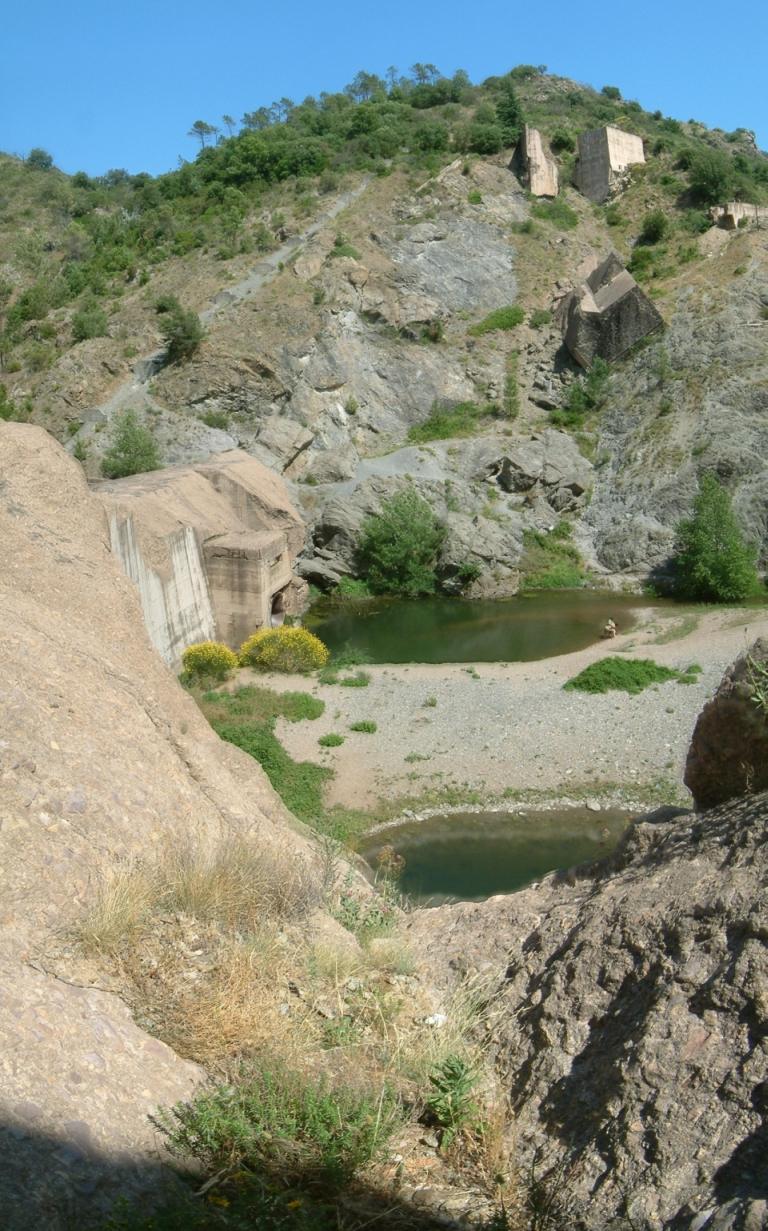
Ruinen der Barrage de Malpasset: hier wirkte die tektonische Störung, die Staumauer wurde fast vollständig abgetragen; bachabwärts ist rechts

Die Barrage de Malpasset (französisch Barrage = Talsperre) war eine Staumauer in der Provence nahe Fréjus im südfranzösischen Département Var.
Die Fertigstellung erfolgte 1954 und diente mit dem Stausee der Wasserversorgung und Bewässerung der nahen Ebene von Fréjus (Obstbau). Sie brach 1959; durch die entstehende Flutwelle wurden 423 Menschen getötet.

## Geographische Lage

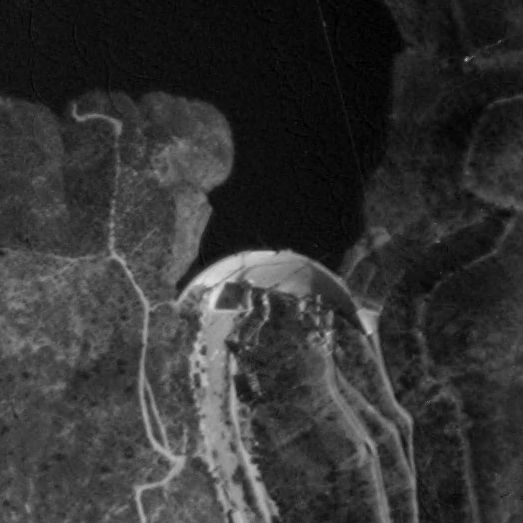
Senkrechtaufnahme des Staudamms 1955

Die Barrage de Malpasset stand in den Südausläufern des Esterelgebirges etwa 9 km nordnordöstlich von Fréjus, einer an der Côte d’Azur am Mittelmeer gelegenen Stadt. Das damals aufgestaute Fließgewässer ist der meist nur im Winter Wasser führende Gebirgsbach Reyran, ein linker Nebenfluss des Argens. Etwas bachabwärts unterhalb der Staumauer lagen die Weiler Malpasset und Bozon. Wenige hundert Meter östlich vorbei am einstigen Standort der Mauer führt als Teil der heutigen E 80 die A 8.

## Staumauer
Die Barrage de Malpasset war als doppelt gekrümmte Gleichwinkel-Bogenstaumauer mit variablem Radius über der Gründungssohle etwa 66 m hoch, an ihrer Krone rund 222 m lang und hatte ein Bauwerksvolumen von 47.857 m³. Sie wurde von 1952 bis 1954 erbaut; nach anderen Angaben wurde schon 1941 mit dem Bau begonnen. Die Baukosten betrugen (in Preisen von 1955) 580 Millionen Franc. Am Bau war der französische Ingenieur André Coyne beteiligt, Eigentümer war das Département Var.

## Stausee
Der Stausee war bei Vollstau rund 2 km² groß und hatte 48,1 Mio. m³ Speicherraum. Sein Stauziel lag auf 98,5 m Höhe.

## Staumauerbruch von 1959

### Flutwelle
Die Staumauer war in der Nacht vom 2. Dezember 1959 um 21:13 Uhr plötzlich und vollständig zusammengebrochen; der Zeitpunkt des Bruches ließ sich genau rekonstruieren, weil bekannt ist, wann der Strom durch die Flutwelle ausgefallen war. Die Mauer wurde durch die Kraft des Wassers fast vollständig abgetragen. Nur wenige Mauerteile des (in Fließrichtung gesehenen) rechten Ufers blieben stehen. Mauerbruchstücke, teilweise in der Größe eines Hauses, liegen auf einer Strecke von mehreren hundert Metern flussabwärts verteilt.

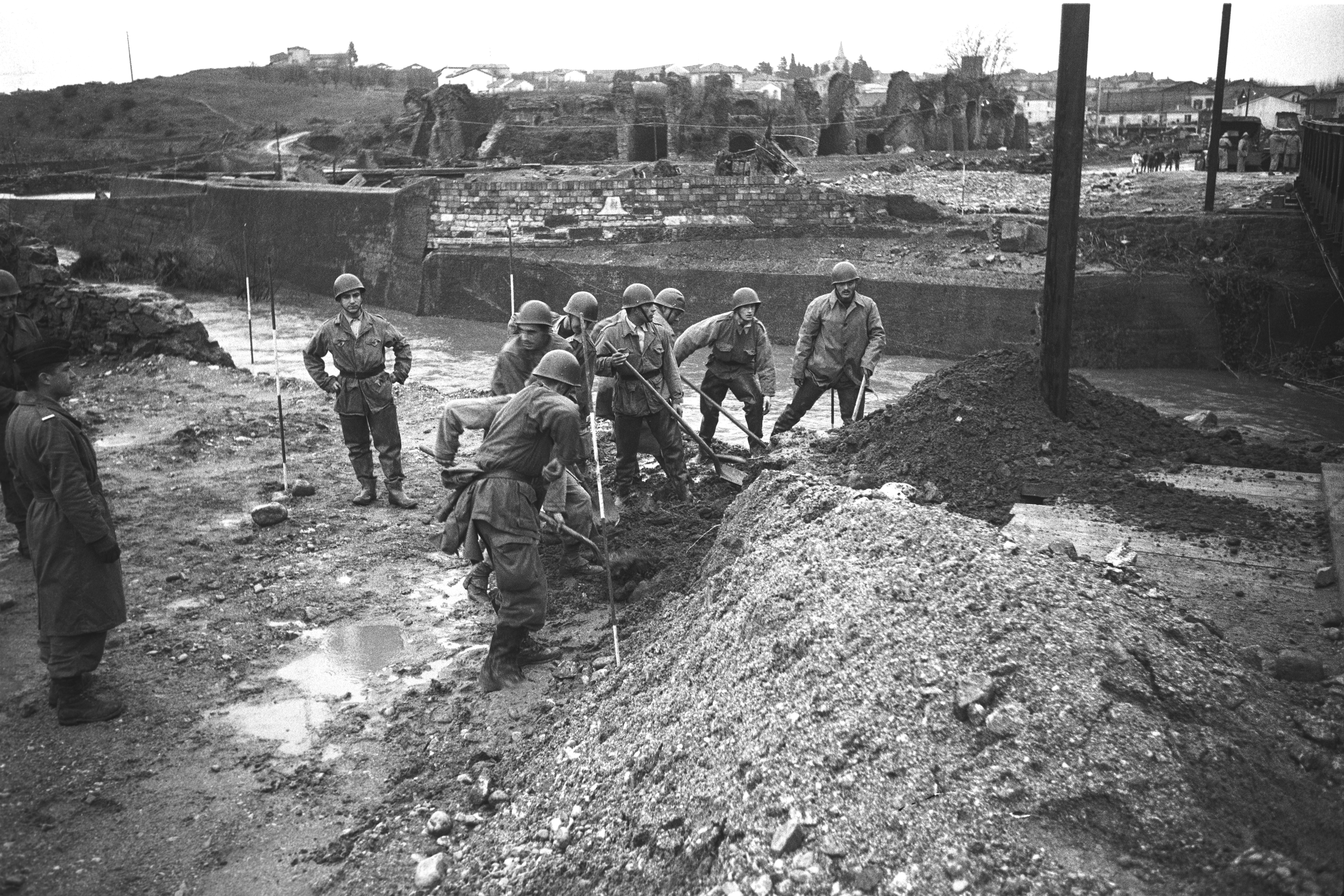
Aufräumarbeiten 1959 nach dem Dammbruch

Die Flutwelle soll zu Beginn bis zu 40 m hoch und 70 km/h schnell gewesen sein. Zuerst erreichte sie die Weiler Malpasset und Bozon, die vollständig zerstört wurden. Etwa 20 Minuten nach dem Mauerbruch erreichte sie Fréjus, wo die Welle noch drei Meter hoch war und weite Teile der Stadt unter Schlamm begrub.

Särge von Opfern

Es starben 423 Menschen; die Zahl der Toten wird gelegentlich auch anders angegeben, da Bauarbeiter der Autoroute A8, die damals gerade gebaut wurde, ums Leben kamen. Außerdem wurden nicht alle Opfer gefunden, da die Flutwelle bis ins Mittelmeer lief und einige Opfer mitgespült wurden.
Die Schadenssumme belief sich auf rund 68 Millionen US-Dollar.

### Ursache
Die Lage für das Bauwerk war nach geologischen und hydrologischen Gutachten als geeignet beurteilt worden. Der Felsuntergrund aus Gneis war wasserdicht. Auf der rechten Seite (flussabwärts gesehen) war Felsen, auf der linken Seite musste eine Flügelwand aus Beton zum Anschluss der Mauer an den Untergrund gebaut werden.
Einige Wochen vor dem Bruch hatte man an der Unterwasserseite Knackgeräusche gehört, die aber nicht weiter untersucht worden waren. Der genaue Zeitpunkt dieses Knackens ist nicht bekannt. Auf der rechten Seite soll es im November Leckagestellen gegeben haben.
Eine tektonische Störung (Kluft) auf der linken Seite unter der Mauer wurde als Ursache gefunden. Das Wasser, das unter der Mauer durchsickerte, staute sich im Untergrund, weil durch den Druck der Staumauer der Fels undurchlässig geworden war und baute einen Kluftwasserdruck auf. Dieser Druck drückte das Widerlager der Mauer nach schräg oben, so dass es auf der Kluft wegrutschte. Diese Störung war vorher nicht entdeckt worden, weil sie sich nicht direkt unter der Mauer befand, sondern etwas weiter luftseitig.
Kurz vor dem Bruch war der Stauspiegel durch Regenfälle auf einen Stau von 28 cm unter der Überlaufkante angestiegen. Dies erhöhte zusätzlich die Belastung. Der Stausee war vorher noch nie so hoch eingestaut worden. Der Grundablass war fünf Stunden zuvor geöffnet worden, um die Talsperre zu entlasten. Er hatte aber nur eine Kapazität von 40 m³/s.
Nach längerem Prozess entschied ein Kassationsgericht 1967, es könne niemandem strafbares Verhalten zur Last gelegt werden.

## Dokumentation
- Bilder, die die Welt bewegten: Dammbruch von Fréjus – Staumauerbruch, Autor und Moderator: Peter von Zahn, ZDF, Erstausstrahlung: 14. September 1983